# Dunit

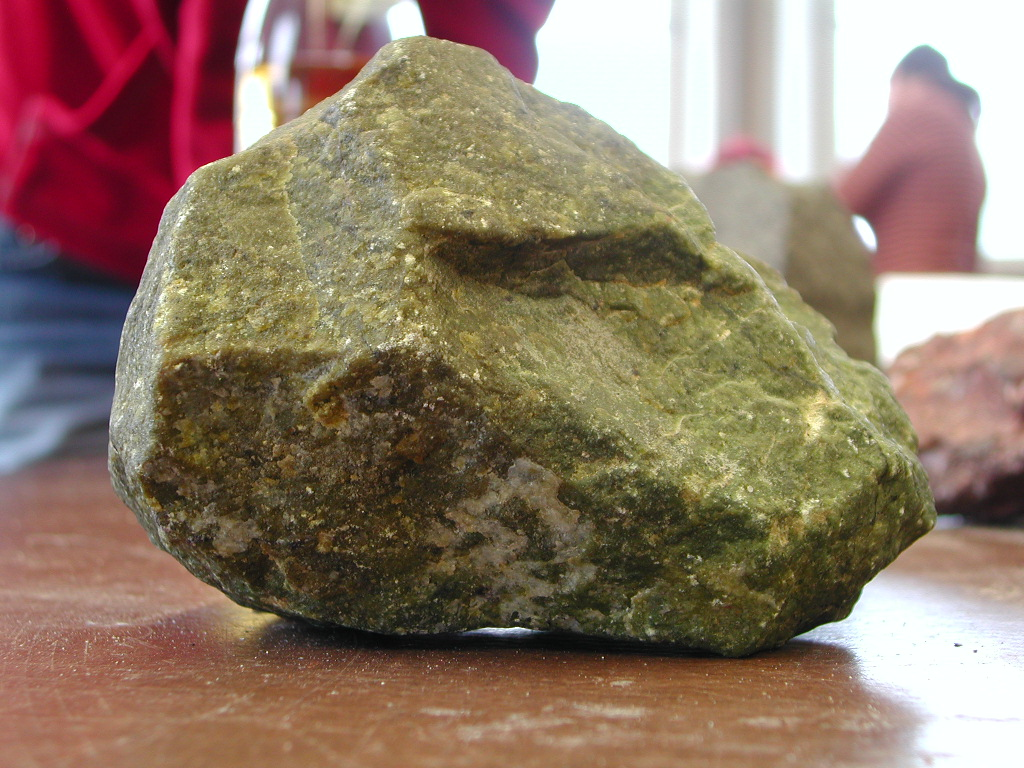
Dunit

Dunit – ultrazasadowa głębinowa skała pochodzenia magmowego z rodziny perydotytów, niezawierająca w swym składzie mineralnym wolnej krzemionki (SiO2), a jedynie krzemionkę związaną w innych minerałach, której zawartość jest niższa od 45% wagowych. Zasobna w żelazo, a uboga w alkalia – sód i potas. Zbudowana jest głównie z oliwinu z domieszką niewielkich ilości chromitu, z domieszką piroksenu, amfiboli, magnetytu i innych, których zawartość może przekraczać 90% objętościowych. Skała o barwie brunatnoczarnej lub zielonoczarnej. W skład mineralny niektórych dunitów wchodzą hornblenda oraz granaty. Nazwa pochodzi od gór Dun w Nowej Zelandii.
W Polsce dunit występuje w Sudetach w Górach Bialskich, Rudawach Janowickich oraz w okolicach Sobótki, gdzie występuje ze skałami z klasy gabra i bazaltu.
Zastosowanie: stosowana w przemyśle do wyrobu materiałów ogniotrwałych.
Gleby powstałe ze skał dunitowych charakteryzują się dużą ilością magnezu w swym składzie, uwolnionego w procesie wietrzenia oliwinu.